# 1858 na música

## Eventos
- 21 de Outubro - Estreia, em Paris, uma das obras mais famosas de Jacques Offenbach, Orpheus in the Underworld.

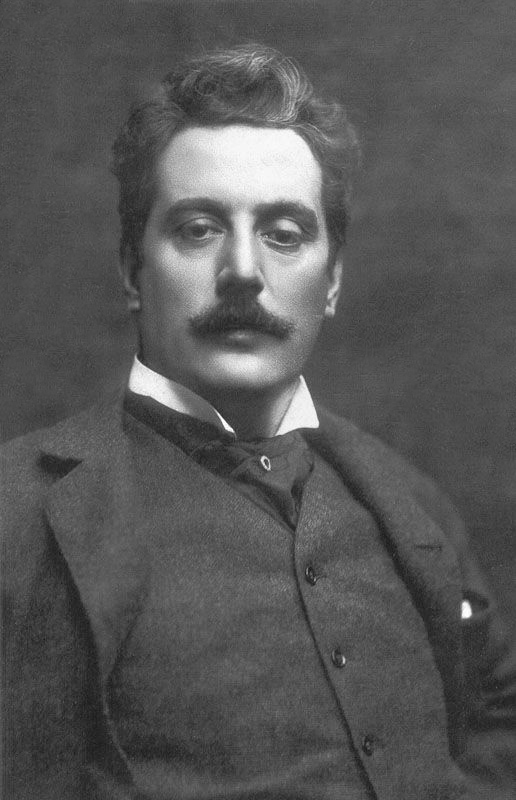
Giacomo Puccini

## Nascimentos
| Data           | Nome            | Profissão           | Nacionalidade | Observações | Ref |
| -------------- | --------------- | ------------------- | ------------- | ----------- | --- |
| 9 de Agosto    | Isidore de Lara | compositor          | Inglaterra    | m. 1935     |     |
| 22 de Dezembro | Giacomo Puccini | compositor de ópera | Itália        | m. 1924     |     |

## Mortes
| Data          | Nome           | Profissão       | Nacionalidade | Observações | Ref |
| ------------- | -------------- | --------------- | ------------- | ----------- | --- |
| 23 de Janeiro | Luigi Lablache | cantor de ópera | Itália        | n. 1794     |     |